# Estación Eucaliptos
Estación Eucaliptos es una de las estaciones del metro de la ciudad brasileña de São Paulo. Pertenece a la Línea 5-Lila, que actualmente se encuentra en expansión, es parte del de expansión de la línea hasta la estación Chácara Klabin de la Línea 2-Verde el 28 de septiembre de 2018. Se ubicada cercana al Shopping Ibirapuera.
Estaba prevista su inauguración en el año 2014, pero solamente fue terminada e inaugurada oficialmente el 2 de marzo de 2018. 

## Tabla
| Sigla | Estación   | Inauguración       | Capacidad     | Integración              | Plataformas | Posición    | Comentarios |
| ----- | ---------- | ------------------ | ------------- | ------------------------ | ----------- | ----------- | ----------- |
| ECT   | Eucaliptos | 2 de marzo de 2018 | No confirmada | Bilhete Único de SPTrans | Laterales   | Subterránea | Funcionando |